# 費氏軟口魚
費氏軟口魚（學名：Chondrostoma fahirae）為輻鰭魚綱鯉形目雅羅魚科軟口魚屬的其中一種，被IUCN列為瀕危保育類動物，分布於亞洲土耳其Tefenni附近Karamusa 村的Kirkpinar泉、Karatash湖 Değirmendere溪流域，體長可達14公分，棲息在底中層水域，生活習性不明。

## 扩展阅读
維基物種上的相關：費氏軟口魚